# Silbenlänge (Linguistik)
Unter Silbenlänge versteht man in der Linguistik die Zahl der Einheiten, aus denen eine Silbe aufgebaut ist. Als Maß für die Silbenlänge kommen infrage:
- Zahl der Schriftzeichen, aus denen eine Silbe im Schriftbild besteht;
- Zahl der Laute oder Phoneme, aus denen eine Silbe in der gesprochenen Sprache besteht.

## Silbenlänge (Zahl der Laute pro Silbe) im Deutschen
Eine Silbe besteht aus drei Teilen: dem Silbenanfang, es folgt der Silbenkern und schließlich das Silbenende, die Koda.
Den Anfang einer Silbe können im Deutschen höchstens 3 Laute ([ʃtʀ-]) bilden, den Kern 1 Laut (Vokal oder Diphthong), die Koda bis zu 4 Laute (z. B. [-lçst]. Es können damit bis zu 8 Laute in einer Silbe vorkommen; wenn Affrikaten (z. B. [pf]) und Diphthonge (z. B. [aɪ̯]) als Lautfolge und nicht als Einzellaut angesehen werden, entsprechend mehr). Beispiel: „(du) strolchst“ [ʃtʀɔlçst] (= 8 Laute).
Die minimale Silbenlänge besteht – phonetisch gesehen – entweder aus einem Vokal oder Diphthong. Beispiele dafür wären etwa die Interjektion „oh“ [oː] oder das Wort „Ei“ [aɪ̯].

## Beispiele

### Silbenlängen im Wörterbuch
Menzerath hat ein Aussprachewörterbuch des Deutschen mit 20.453 Stichwörtern ausgewertet und darin folgende Verteilung der Längen von 2245 Einsilbern gefunden:
| Laute pro Silbe | Anzahl einsilbiger Wörter mit dieser Lautzahl | Anteil in Prozent |
| --------------- | --------------------------------------------- | ----------------- |
| 1               | 9                                             | 0.40              |
| 2               | 114                                           | 5.08              |
| 3               | 645                                           | 28.73             |
| 4               | 962                                           | 42.85             |
| 5               | 444                                           | 19.78             |
| 6               | 69                                            | 3.07              |
| 7               | 2                                             | 0.09              |

Die Verteilung der Silbenlängen dieses Wörterbuchs ist deutlich: am häufigsten sind die Silben mit 3–5 Lauten. Mittelwert der Silbenlängen in diesem Wörterbuch: M = 3,86. Ein einsilbiges Wort mit 8 Lauten kam im ausgewerteten Wörterbuch nicht vor.

### Silbenlängen in Texten
Bei Untersuchungen zu Silbenlängen in Pressetexten zeigt sich ein anderes Bild: deutlich bevorzugt sind Silben mit 2–3 Phonemen. Ausgezählt wurden in den folgenden Untersuchungen Phoneme pro Silbe und nicht wie bei Menzerath Laute; das macht zahlenmäßig einen gewissen Unterschied, da Menzerath zwar keine Knacklaute zählt, aber Affrikate und Diphthonge als Lautfolgen und nicht als einheitliche Laute wertet; bei den folgend genannten Untersuchungen wurden Affrikate und Diphthonge als Einheiten und nicht als Folgen von Einheiten erfasst.
Addiert man die Daten der beiden Untersuchungen zu den insgesamt 42 Pressetexten, so kommt man auf 7382 Silben, die sich folgendermaßen verteilen:
| Phoneme pro Silbe | Anzahl der Silben mit dieser Phonemzahl | Anteil in Prozent |
| ----------------- | --------------------------------------- | ----------------- |
| 1                 | 216                                     | 2.93              |
| 2                 | 2952                                    | 39.99             |
| 3                 | 3321                                    | 44.99             |
| 4                 | 790                                     | 10.70             |
| 5                 | 90                                      | 1.22              |
| 6                 | 13                                      | 0.18              |

Silben mit 7 oder gar 8 Phonemen kamen in den untersuchten Pressemeldungen nicht vor. Mittelwert der Silbenlängen in den Pressemeldungen: M = 2,68.
Einige weitere Daten zum Vergleich:
| Textklasse               | Anzahl der Silben | Mittelwert (Phoneme/Silbe) |
| ------------------------ | ----------------- | -------------------------- |
| Lichtenberg, Sudelbuch H | 5113              | 2.64                       |
| Pestalozzi, Fabeln       | 5145              | 2.63                       |
| DPA-Meldungen            | 4138              | 2.67                       |
| Magazin: Musikexpress    | 7745              | 2.65                       |
| Magazin: Rolling Stone   | 9550              | 2.67                       |
| Magazin: Vision          | 8387              | 2.68                       |
| (Pressemeldungen)        | 7382              | 2.68                       |

Will man die Silbenlänge nicht durch die Zahl der Laute, sondern durch die der Buchstaben bestimmen, kann man auf die gegebenen Daten etwa 10 % aufschlagen. Laut Meier kommen im Deutschen auf 100 Laute 112 Buchstaben.

## Silbenlängen in anderen Sprachen
Die Silbenstrukturen und damit verbunden die Silbenlängen sind ein Merkmal, in dem sich Sprachen deutlich unterscheiden können. Die Möglichkeit, Konsonanten und Vokale im Wort miteinander zu kombinieren, sind sehr verschieden ausgeprägt. So verweist Stiberc darauf, dass das Japanische die Silbenstruktur Konsonant plus Vokal (KV) bevorzugt, so dass aus den ins Japanische entlehnten deutschen Wörtern „Ablaut“ und „Umlaut“ apurauto beziehungsweise umurauto wird.

## Silbenlänge in Abhängigkeit von der Wortlänge
Gemäß dem Menzerath-Altmann-Gesetz ist zu erwarten, dass die Silben umso kürzer sind, je mehr Silben ein Wort hat.
Zur Überprüfung dieser Hypothese wurden die benötigten Daten gewonnen, indem aufgrund der Tabelle in Menzerath (1954, S. 96; Basis: 20453 Stichwörter eines Aussprachewörterbuchs) die Mittelwerte für die ein- bis neunsilbigen Wörter gebildet wurden; daran wurde dann das Menzerath-Altmann-Gesetz in seiner einfachsten Form {\displaystyle y=ax^{b}} angepasst.
Abhängigkeit der Silbenlänge von der Wortlänge:
| Wortlänge (in Silben) | durchschnittliche Silbenlänge in Lauten beobachtet | durchschnittliche Silbenlänge in Lauten berechnet |
| --------------------- | -------------------------------------------------- | ------------------------------------------------- |
| 1                     | 3,86                                               | 3,63                                              |
| 2                     | 2,87                                               | 3,06                                              |
| 3                     | 2,57                                               | 2,76                                              |
| 4                     | 2,41                                               | 2,57                                              |
| 5                     | 2,36                                               | 2,43                                              |
| 6                     | 2,32                                               | 2,33                                              |
| 7                     | 2,38                                               | 2,24                                              |
| 8                     | 2,25                                               | 2,17                                              |
| 9                     | 2,30                                               | 2,10                                              |

Der Tabelle ist zu entnehmen, dass die Silben einsilbiger Wörter durchschnittlich eine Länge von 3,86 Lauten aufweisen. Passt man das oben genannte Modell an die Beobachtungswerte der ein- bis neunsilbigen Wörter an, so erhält man für die einsilbigen Wörter einen Wert von 3,63.
Ergebnis: a = 3,6332; b = −0,2487; D = 0,8938.
Das Testergebnis ist mit einem Determinationskoeffizienten von D = 0,8938 sehr gut; er kann im besten Fall den Wert D = 1,00 erreichen.
Tests zu indonesischen, italienischen und serbokroatischen Daten unterstützen ebenfalls die Annahme des Menzerath-Altmann-Gesetzes.